# Володьководівицька сільська рада
Володьководівицька сільська́ ра́да  (у 1928—2016 — Червонопартизанська сільська рада) — колишні адміністративно-територіальна одиниця та орган місцевого самоврядування в Носівському районі Чернігівської області. Адміністративний центр — село Володькова Дівиця.

## Загальні відомості
Червонопартизанська сільська рада утворена у 1928 році.
- Територія ради: 131,264 км²
- Населення ради: 5 920 осіб (станом на 2001 рік)

## Населені пункти
Сільській раді були підпорядковані населені пункти:
- с. Володькова Дівиця
- с. Дослідне
- с. Кобилещина
- с. Коробчине
- с. Криниця
- с. Ставок
- с. Сулак

## Склад ради
Рада складалася з 30 депутатів та голови.
- Голова ради: Павленко Микола Петрович
- Секретар ради: Дубик Світлана Михайлівна

### Керівний склад попередніх скликань
| Прізвище, ім'я, по батькові | Основні відомості                                                 | Дата обрання | Дата звільнення |
| --------------------------- | ----------------------------------------------------------------- | ------------ | --------------- |
| Ільяш Анатолій Григорович   | Сільський голова, 1968 року народження, член Народної партії      | 26.03.2006   | 31.10.2010      |
| Павленко Микола Петрович    | Сільський голова, 1961 року народження, освіта вища, безпартійний | 31.10.2010   |                 |

Примітка: таблиця складена за даними сайту Верховної Ради України

### Депутати
За результатами місцевих виборів 2010 року депутатами ради стали:

#### За суб'єктами висування
| Суб'єкт висування           | Кількість обраних депутатів | %    |
| --------------------------- | --------------------------- | ---- |
| Партія регіонів             | 28                          | 93,3 |
| Комуністична партія України | 1                           | 3,3  |
| Самовисування               | 1                           | 3,3  |

#### За округами
| № округу                    | Прізвище, ім'я, по батькові       | Дата визнання обраним | Освіта             | Партійна приналежність | Відомості про обраного депутата                                               |
| --------------------------- | --------------------------------- | --------------------- | ------------------ | ---------------------- | ----------------------------------------------------------------------------- |
| Комуністична партія України |                                   |                       |                    |                        |                                                                               |
| 25                          | Расюк Олександр Петрович          | 02.11.2010            | середня спеціальна | позапартійний          | Носівське райагролісництво, лісник                                            |
| Партія регіонів             |                                   |                       |                    |                        |                                                                               |
| 1                           | Матюха Володимир Павлович         | 02.11.2010            | середня            | позапартійний          | фізична особа-підприємець                                                     |
| 2                           | Кузьменко Раїса Андріївна         | 02.11.2010            | середня            | член Партії регіонів   | Червоно партизанський дитячий навчальний заклад"Дзвіночок", вихователь        |
| 3                           | Гусєва Світлана Володимирівна     | 02.11.2010            | вища               | позапартійна           | Червонопартизанська загальноосвітня школа I-III ст. № 1, вчитель              |
| 4                           | Осадча Лариса Вікторівна          | 02.11.2010            | вища               | позапартійна           | Червоно партизанська сільська рада, спеціаліст                                |
| 5                           | Кузьменко Олег Іванович           | 02.11.2010            | середня            | член Партії регіонів   | Південно-західна Укрзалізниця, провідник пасажирських вагонів                 |
| 6                           | Ляшко Тетяна Миколаївна           | 02.11.2010            | середня            | член Партії регіонів   | Червоно партизанська дільнична лікарня, медична сестра                        |
| 7                           | Товстуха Галина Олексіївна        | 02.11.2010            | вища               | позапартійна           | фізична особа-підприємець                                                     |
| 8                           | Макаренко Ольга Олексіївна        | 02.11.2010            | вища               | позапартійна           | Червоно партизанська сільська рада, бухгалтер                                 |
| 10                          | Сірик Світлана Степанівна         | 02.11.2010            | середня            | позапартійна           | Приватне підприємство «Матюха», продавець                                     |
| 11                          | Кравченко Володимир Володимирович | 02.11.2010            | середня            | позапартійний          | Червоно партизанська дільнична лікарня, оператор                              |
| 12                          | Магдич Олена Володимирівна        | 02.11.2010            | середня            | позапартійна           | фізична особа-підприємець                                                     |
| 13                          | Кириченко Валерій Іванович        | 02.11.2010            | середня            | позапартійний          | Локомотивне ДЕПО ст. Дарниця, машиніст                                        |
| 14                          | Дубик Світлана Михайлівна         | 02.11.2010            | вища               | позапартійна           | Червоно партизанська сільська рада, секретар                                  |
| 15                          | Шейко Віталій Миколайович         | 02.11.2010            | середня            | позапартійний          | пенсіонер                                                                     |
| 16                          | Клименко Олександра Іванівна      | 02.11.2010            | вища               | позапартійна           | Червоно партизанська сільська рада, бухгалтер                                 |
| 17                          | Ляшко Володимир Миколайович       | 02.11.2010            | середня            | член Партії регіонів   | фізична особа-підприємець                                                     |
| 18                          | Кожухівська Раїса Миколаївна      | 02.11.2010            | вища               | член Партії регіонів   | Червоно партизанська лікарня, медична сестра                                  |
| 19                          | Труш Вікторія Вікторівна          | 02.11.2010            | середня            | член Партії регіонів   | Приватне підприємство"Лапко", продавець                                       |
| 20                          | Штанько Валентина Миколаївна      | 02.11.2010            | вища               | позапартійна           | Червоно партизанська сільська рада, землевпорядник                            |
| 21                          | Власенко Неля Миколаївна          | 02.11.2010            | середня            | позапартійна           | Київська дитяча клінічна лікарня, медична сестра                              |
| 22                          | Кириєнко Микола Андрійович        | 02.11.2010            | середня            | член Партії регіонів   | тимчасово не працює                                                           |
| 23                          | Кожухівська Світлана Михайлівна   | 02.11.2010            | вища               | позапартійна           | фізична особа-підприємець                                                     |
| 24                          | Ілляш Олег Григорович             | 02.11.2010            | середня            | позапартійний          | Червонопартизанська загальноосвітня школа I-III ст. № 4, вчитель              |
| 26                          | Костюченко Світлана Валентинівна  | 02.11.2010            | вища               | позапартійна           | Червоно партизанський фельдшерсько-акушерський пункт, медична сестра          |
| 27                          | Костюк Світлана Миколаївна        | 02.11.2010            | вища               | член Партії регіонів   | Червонопартизанська загальноосвітня школа I-III ст. № 1, вчитель              |
| 28                          | Касьяненко Оксана Іванівна        | 02.11.2010            | вища               | позапартійна           | фізична особа-підприємець                                                     |
| 29                          | Боженко Анатолій Іванович         | 02.11.2010            | вища               | член Партії регіонів   | Носівська селекційно-дослідна станція, завідувач групи трав'яного насінництва |
| 30                          | Кебкал Сергій Володимирович       | 02.11.2010            | вища               | позапартійний          | Носівська селекційно-дослідна станція, бухгалтер                              |
| Самовисування               |                                   |                       |                    |                        |                                                                               |
| 9                           | Гаврилко Надія Миколаївна         | 02.11.2010            | вища               | позапартійна           | Червонопартизанська загальноосвітня школа I-III ст. № 1, вчитель              |